# I'll Supply the Love
I'll Supply the Love è una canzone del gruppo musicale statunitense Toto, estratta come secondo singolo dal loro album di debutto Toto nel 1979.
La canzone ebbe un notevole successo che bissò dunque l'iniziale fama raggiunta dal gruppo con Hold the Line. Il singolo arrivò al 45º posto della Billboard Hot 100, rimanendo in classifica per nove settimane.
Il brano viene utilizzato all'interno del film Il signore dello zoo distribuito nel 2011.

## Video musicale
Il videoclip del brano mostra il gruppo mentre suona la canzone, solo che a differenza dei video del precedente (Hold the Line) e del successivo (Georgy Porgy), sono presenti effetti speciali della ripresa sull'effetto in negativo e colori molto più sfocati e portati sul rosso.

## Tracce
1. I'll Supply the Love
2. You Are the Flower

## Formazione
- Bobby Kimball – voce primaria
- Steve Lukather – chitarra elettrica e voce secondaria
- David Paich – tastiere e voce secondaria
- Steve Porcaro – tastiere
- David Hungate – basso
- Jeff Porcaro – percussioni